# Euphyia leucoptera
Euphyia leucoptera är en fjärilsart som beskrevs av Louis Beethoven Prout 1916. Euphyia leucoptera ingår i släktet Euphyia och familjen mätare. Inga underarter finns listade i Catalogue of Life.